# Château de Fromente
Le château de Fromente est une ancienne maison forte, fondé pendant le Moyen Âge, qui se dresse sur la commune de Saint-Didier-au-Mont-d'Or dans le département du Rhône en région Rhône-Alpes.

## Situation
Le château de Fromente est situé dans le département français du Rhône sur la commune de Saint-Didier-au-Mont-d'Or, à une altitude de 320 mètres environ. Il domine à l’est le petit ravin creusé par le ruisseau de Fromente et au sud le vallon formé par le ruisseau de Saint-André, non loin du château de Chantemerle.

## Histoire
À l’époque carolingienne, la région des monts d'Or appartient à la famille du même nom. Au tout début du Xe siècle, Alwala, archevêque de Lyon, membre de cette famille, lègue ce territoire aux chanoines-comtes de Lyon qui parsèment alors leurs terres de maisons fortes. De ce contexte peut résulter la première construction de Fromente. Peu à peu, des maisons voient le jour au pied du château, comme le rappelle le « chemin du Vieux Bourg » qui longe le mur nord.
Les propriétaires du lieu portèrent le titre de seigneur de Fromente. Leur succession s'établit ainsi :
Sève
Jacques (vers 1525-1597), seigneur du lieu, épouse en 1571 Catherine de Gabiano.
Jean (1538–1612), neveu du précédent, lui succède ; il avait épousé Catherine de La Doy (1549–1621).
Mathieu (vers 1570-1647), frère du précédent, lui succède ; il avait épousé Marie Grolier (née vers 1570).
André
Hugues est le premier représentant connu de cette famille à posséder Fromente.
Hugues, fils du précédent, épouse en 1668 Catherine Bérardier ; il rend hommage de Fromente en 1671.
Jacques, fils des précédents, rend hommage de Fromente en 1717.
Catherine, sœur du précédent, épouse Louis Rivet, qui suit.
Rivet
Louis (mort avant 1748) est président des trésoriers de France à Lyon ; il épouse la précédente en 1713.
Marie, fille des précédents, épouse Pierre François de Gangnières qui suit.
Gangnières de Souvigny
Pierre François, comte de Souvigny, est capitaine de dragons ; il épouse la précédente en 1737.
Louis Marie (1737–1793), fils des précédents, épouse en 1778 Marie Anne de Colabeau de Juliénas.
Jacques Claude Gabriel (1787–1853) , fils des précédents, épouse en 1813 Pauline Rigod de Terrebasse (1795–1828).
Époque révolutionnaire
Au cours de cette période, le bien change souvent de main ; en 1801, il est adjugé à Pierre Marie Roch par le Tribunal Civil du Rhône ; en 1802, le même tribunal l’adjuge à Fleury Joseph Lacoste et son épouse Fleurie Lacollonge ; puis, la même année, ceux-ci le cèdent à Joseph Augustin Lamarque pour 75 400 livres ; en 1803, c’est Claude Duroussel, ou Roussel et son épouse Marie Anne Chambria qui l’acquièrent pour 63 086 francs ; en 1804, une nouvelle transaction porte le domaine à la famille qui suit.
Sériziat
Joseph (1753-1829) et son épouse Étiennette Morel acquièrent le domaine pour 60 000 francs.
Pierre Marie (1786–1872), fils et héritier des précédents, épouse Marie Victoire Carrichon.
Viallet
En 1830, la propriété est vendue par licitation ; Jacques Hugues André Viallet s’en rend acquéreur pendant quelques mois pour la somme de 99 000 francs.
Depouilly
En 1831, M. Depouilly achète le bien au précédent.
Pignatel
En 1834, Marceau Pignatel (1794–1850), négociant, devient à son tour propriétaire de Fromente ; il avait épousé en 1825 Marie Joséphine Ferrouillat, née en 1808.
Victor (†1904), fils des précédents, épouse Françoise Célestine Lacombe (†1902) ; il est l’un des fondateurs du Crédit lyonnais.
Valentine (1857–1937), fille et héritière des précédents, épouse le suivant.
Regnault de Bellescize
Fernand (1849–1939) épouse la précédente en 1877.
Roche de la Rigodière
En 1906, Camille (1864–1938), conseiller de la Banque de France acquiert la propriété, il avait épousé en 1891 Geneviève Meaudre de Sugny (1868–1921).
Jean-Camille (1893–1950), fils des précédents, épouse en 1918 Élisabeth de Meaux (1898–1978) ; en 1942, le général Henri Giraud séjourne à Fromente où il prépare avec des émissaires de Roosevelt le débarquement en Afrique du Nord.
Compagnie de Marie-Notre-Dame
en 1943, le domaine est vendu à une association qui en fait le collège de Chevreul-Fromente, sa destination actuelle.

## Armoiries
- Sève : Fascé d’or et de sable de six pièces, à la bordure componée du même.
- André : D’azur à un lion rampant contre un mont d’argent et donnant la patte dextre à une main mouvant d’une nuée d’argent du franc canton.
- Rivet : D’azur à la rivière d’argent, en bande, écartelé d’André de Fromente.
- Gangnières de Souvigny : D’azur à trois besants d’or.
- Regnault de Bellescize : De gueules à la fasce d'argent accompagnée de deux losanges d'or.
- Roche de la Rigodière : D’or à la tour de sable ; au chef d’argent chargé de trois roches de gueules.

## Description
On accède au domaine de Fromente par un portail monumental flanqué de deux tours rondes coiffées d’une toiture en ardoise.
Les bâtiments principaux s’inscrivent dans une figure dont la forme peut être grossièrement schématisée par le chiffre « 9 » ; ils s’étagent sur différents niveaux et témoignent de trois époques différentes, à savoir, du nord au sud, le Moyen Âge, la  Renaissance et le XIXe siècle ; leur toiture est en tuiles.
Une tour ronde crénelée se dresse à l’angle nord ouest.

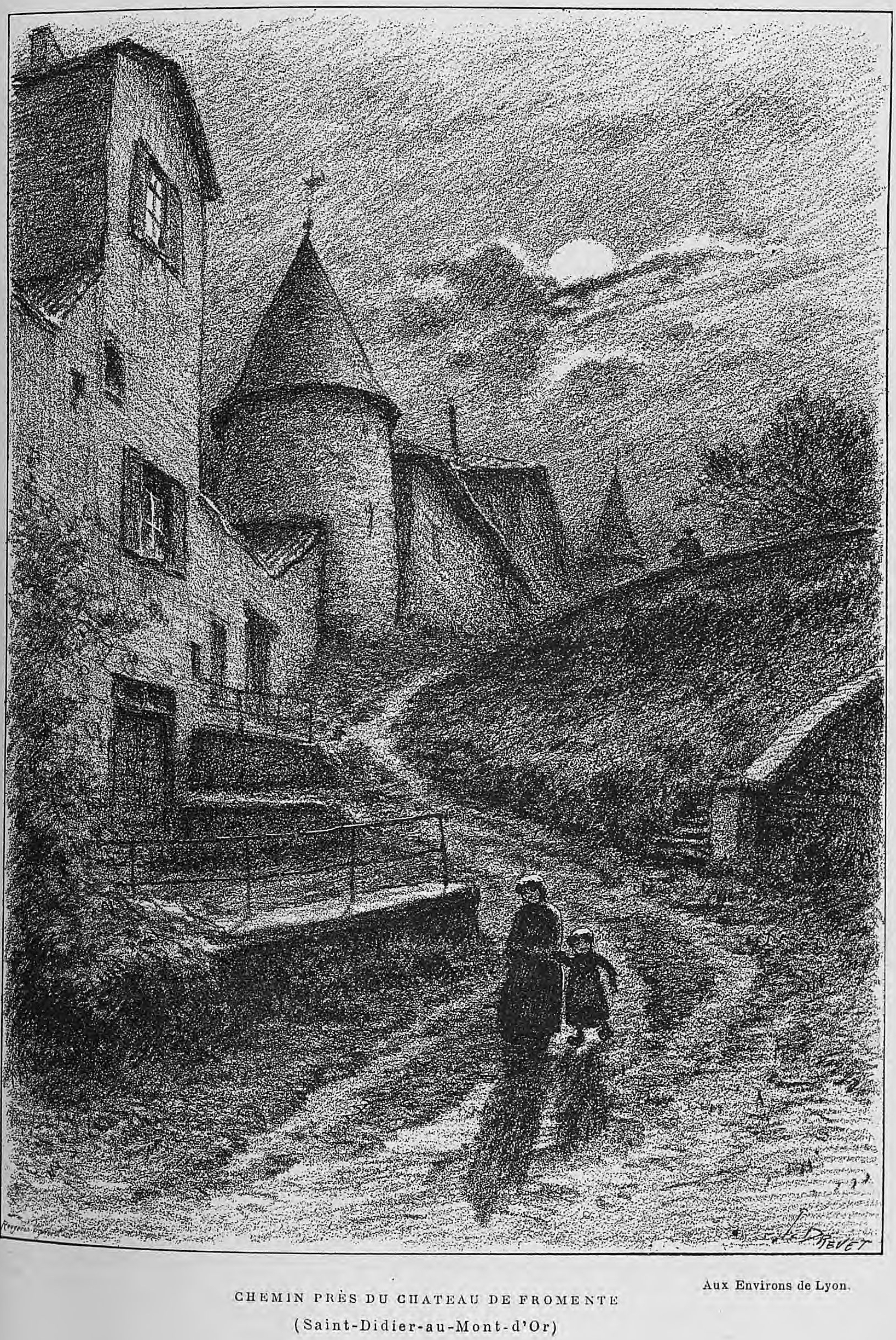
Château de Fromente illustré par Joannès Drevet (1854–1940).

Le bâtiment central de la partie ouverte du 9 était à la Renaissance le corps de logis principal ; il donne au couchant sur la cour d’honneur ; sa façade est précédée par une galerie à arcades. La cour d’honneur est fermée sur tout un côté par une grille et un portail.
L'aile sud, reconstruite en 1880 à la suite d'un incendie, est flanquée à l’Est d’une massive tour carrée couronnée par une haute toiture à quatre pans. Elle se compose d'une enfilade de salons avec cheminées, moulures, bibelots et meubles anciens. Sa façade méridionale, aujourd’hui façade principale du château, comporte sept travées ; le corps central de trois travées en retrait est surmonté par une balustrade. Un escalier de sept marches donne accès à la terrasse.
La partie orientale de tout cet ensemble, d'où se détachent deux tours arasées, donne sur une vaste cour, fermée au nord par un bâtiment de moindre importance et à l’Est par deux tours reliées par un haut mur, celle du nord étant arasée et celle du sud, traditionnellement appelée « tour des Templiers », étant coiffée d’une toiture à base octogonale. Cette cour, jadis une roseraie, sert aujourd’hui de terrain de sport ; un passage voûté la relie à la cour d’honneur.
Outre les tours, certains éléments d’architecture, tels que bretèche sur consoles à trois ressauts, meurtrières en croix et petites ouvertures, rappellent le caractère défensif de la construction initiale.
Le parc de 9 hectares s’étend au sud et à l’ouest, partie où ont été ajoutés quelques bâtiments modernes, notamment « les Cèdres ». Sa déclivité croît au fur et à mesure qu’on s’éloigne du château. Il est parsemé de parcelles boisées. Une longue allée rectiligne mène à un ancien bassin circulaire.

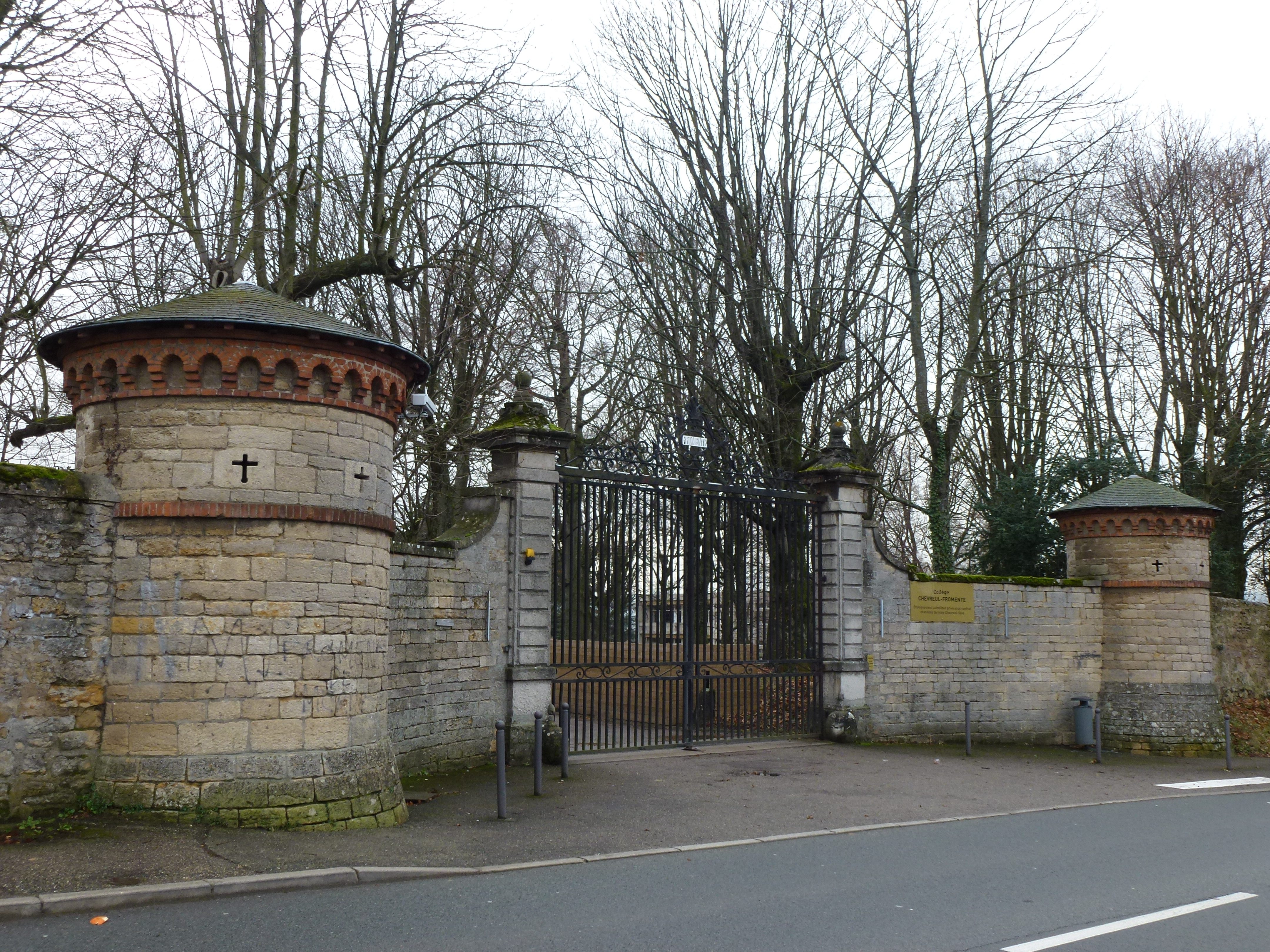
entrée nord
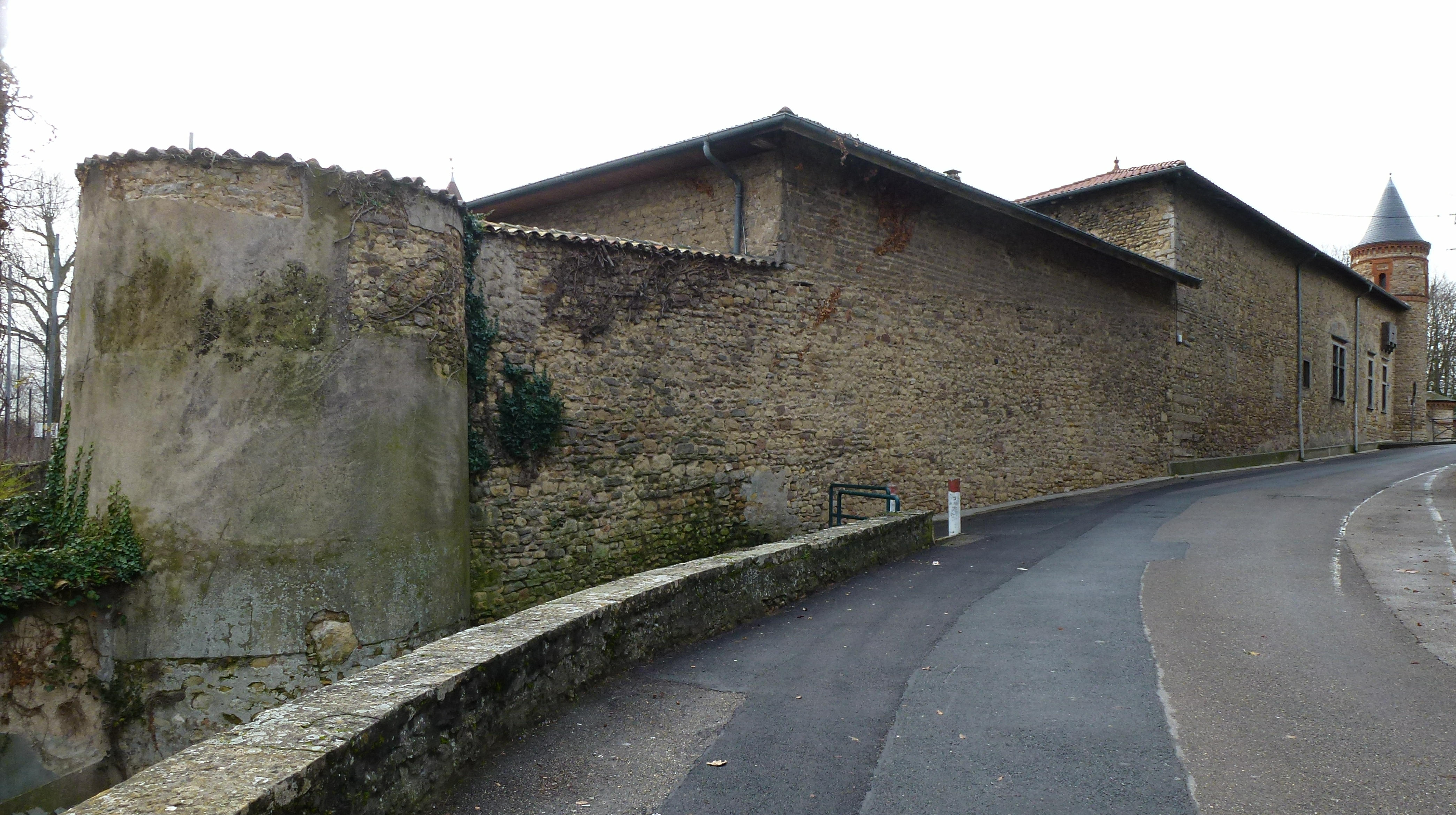
mur nord
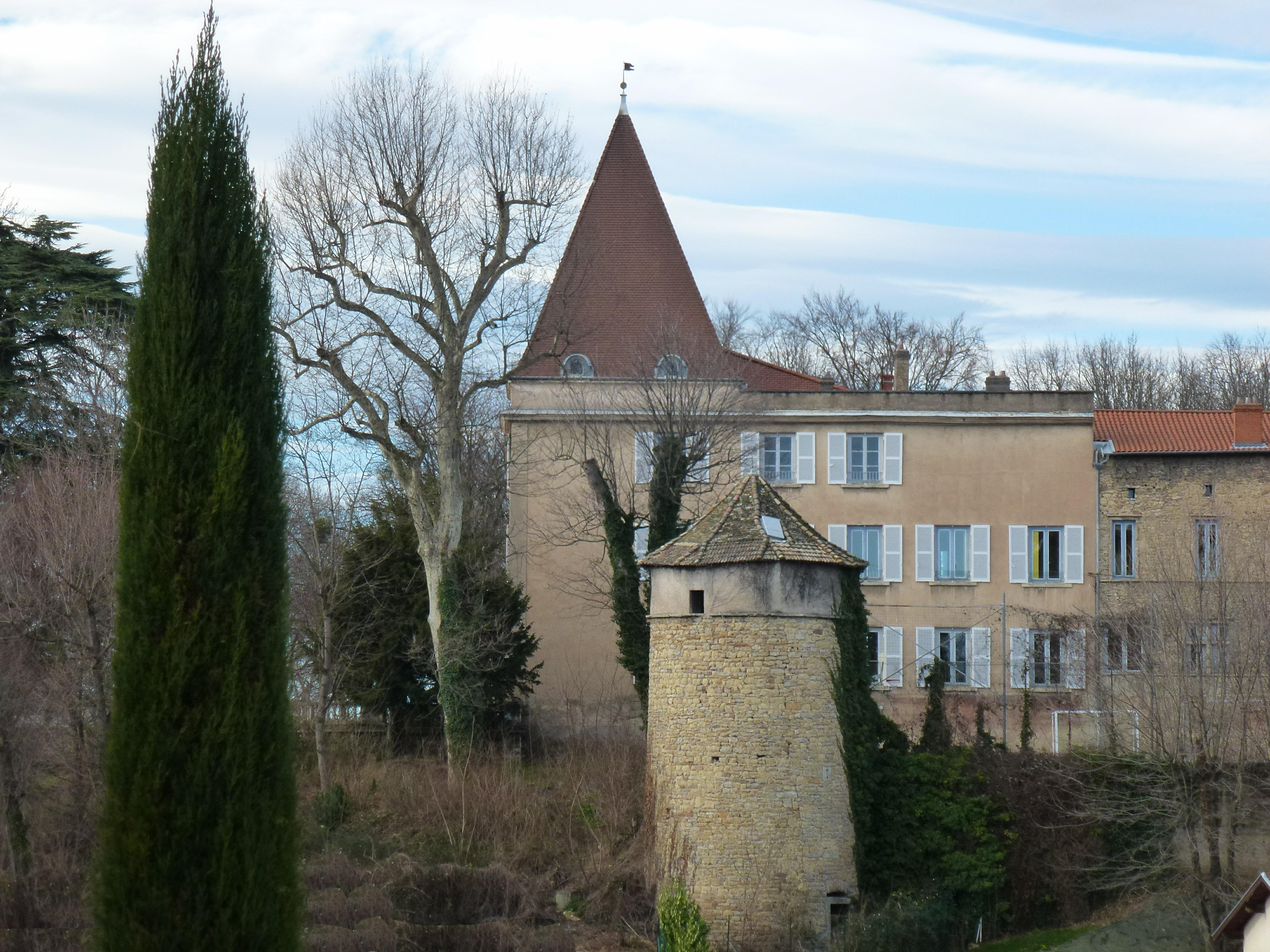
façade est et tour des Templiers
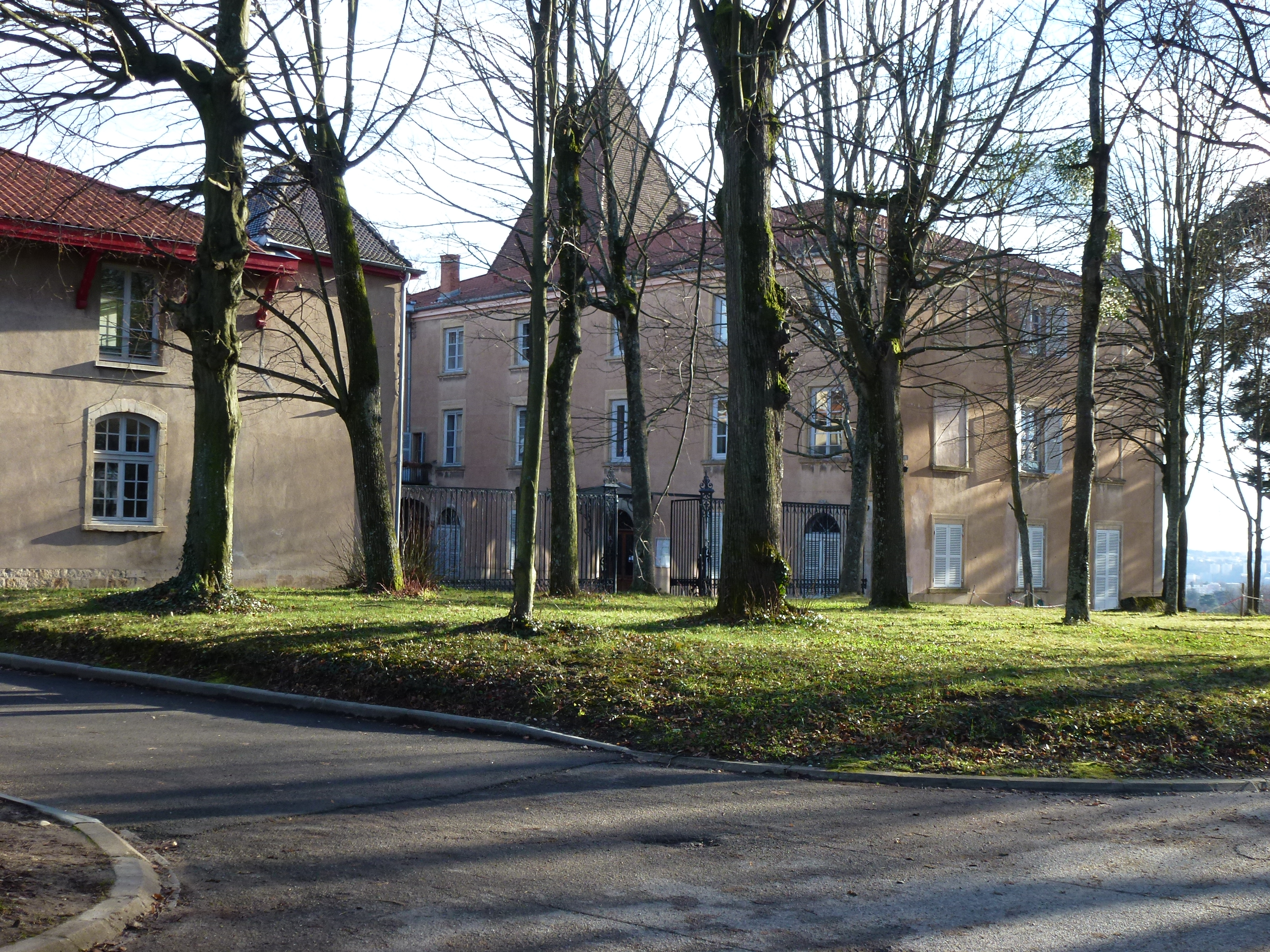
parc et façades ouest
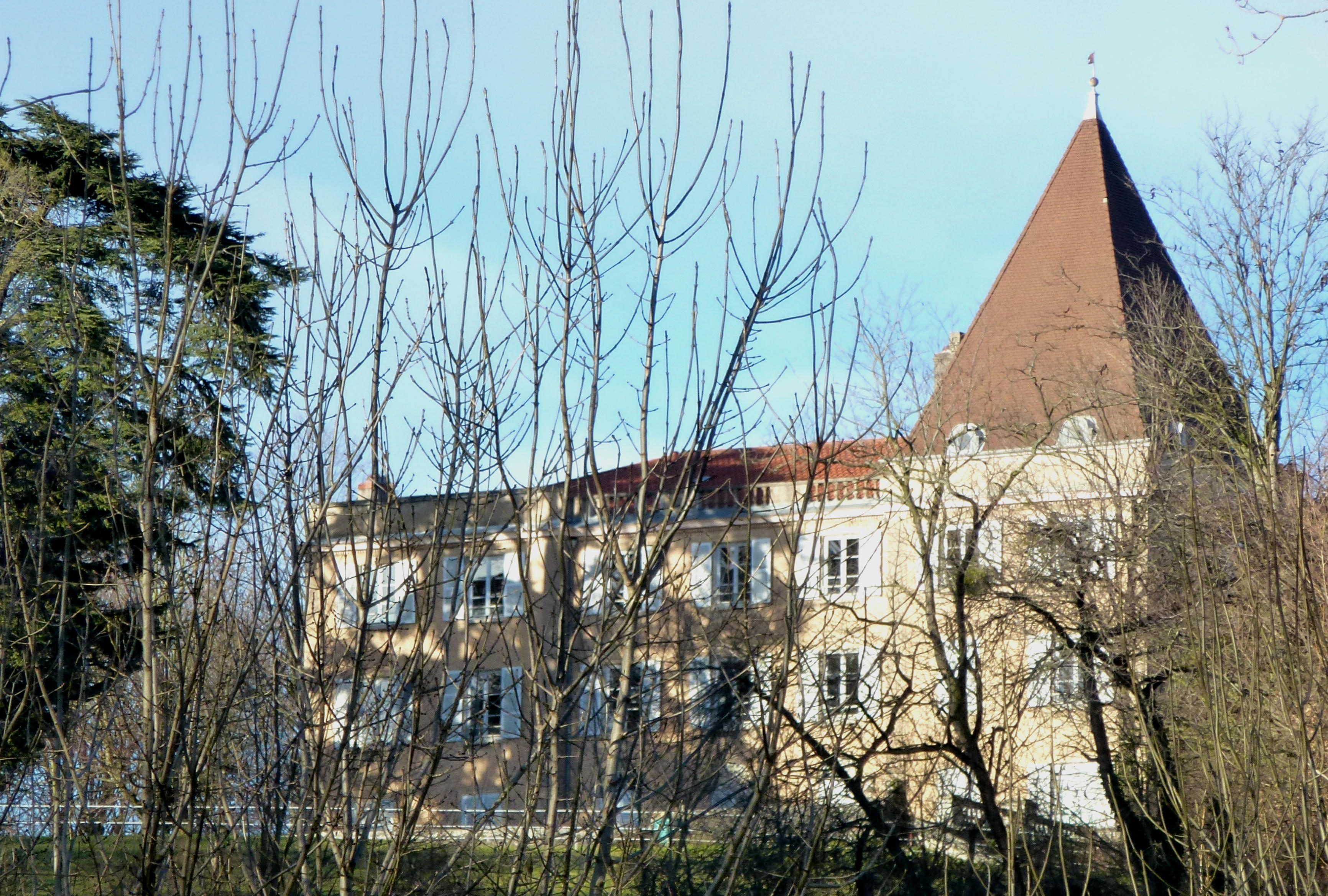
façade méridionale
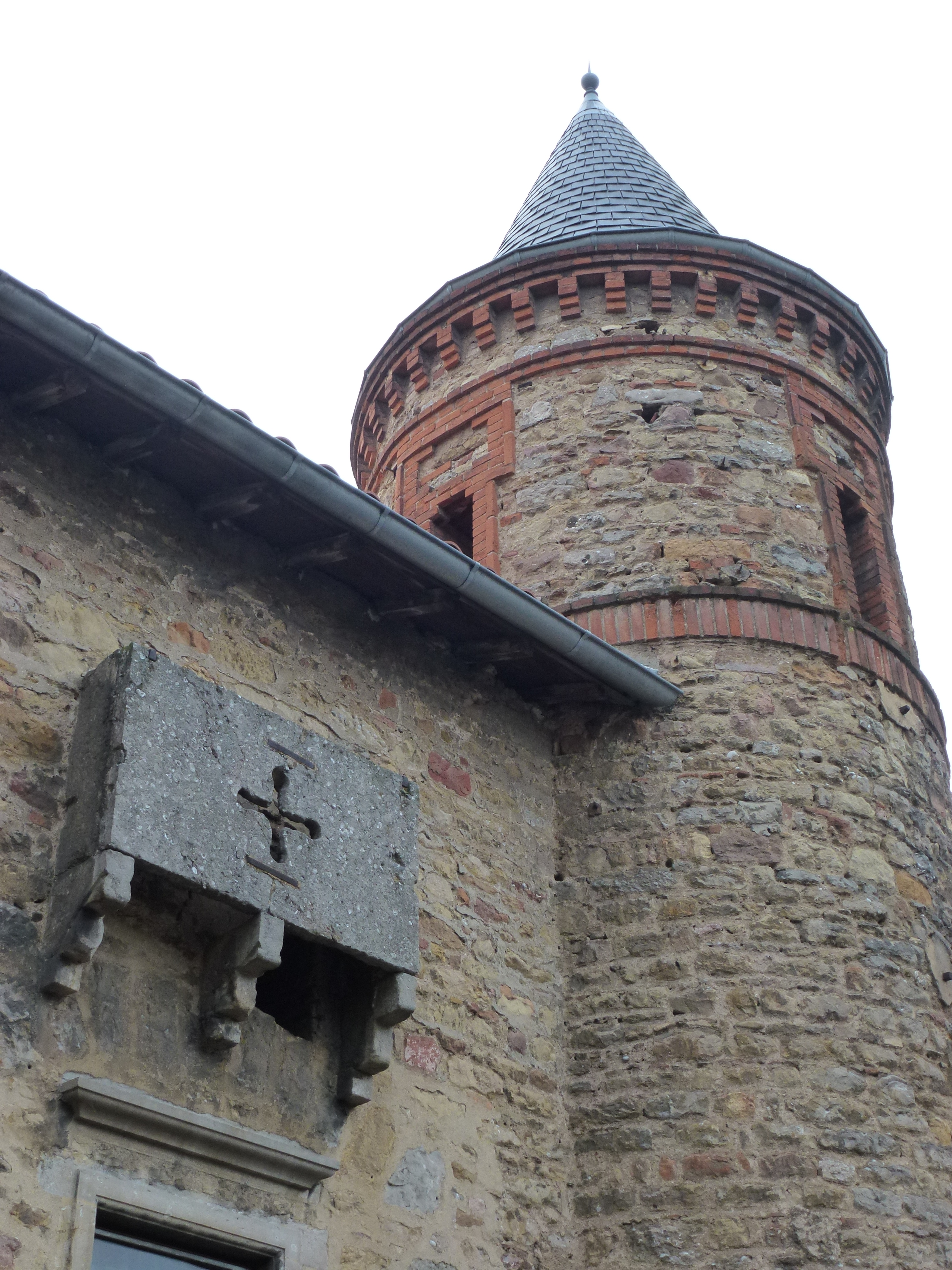
détail bretèche et tour